# Paracypris choctawhatcheensis
Paracypris choctawhatcheensis is een mosselkreeftjessoort uit de familie van de Candonidae. De wetenschappelijke naam van de soort is voor het eerst geldig gepubliceerd in 1954 door Puri.